# Lee Robins
Lee Nelken Robins (* 29. August 1922 in New Orleans, Louisiana; † 25. September 2009 in St. Louis, Missouri) war eine US-amerikanische Soziologin und führende Forscherin auf dem Gebiet der psychiatrischen Epidemiologie. Sie gehörte der Washington University in St. Louis für mehr als 50 Jahre an, von 1954 bis 2007.

## Frühe Jahre
Lee Robins wurde in New Orleans, im US-Bundesstaat Louisiana geboren. 1942 erhielt sie einen Bachelor- und 1943 einen Masterabschluss am Radcliffe College, und 1951 einen Doktortitel der Soziologie an der Harvard University. Nach Abschluss ihres Doktorstudienganges arbeitete Robins als Forschungsassistentin der psychiatrischen Abteilung des Massachusetts General Hospital.

## Akademische Laufbahn und Forschung
Im Jahre 1954 trat Robins als Forschungsassistentin der Fakultät der Washington School of Medicine bei. Sie setzte ihre Tätigkeit dort die folgenden 50 Jahre fort und wurde 1959 zum Assistenzprofessor, 1962 zum Associate Professor und 1966 zum Full Professor für Soziologie in der Psychiatrie ernannt. Sie war Gründerin des Masterstudienganges der Hochschule für psychiatrische Epidemiologie und stand diesem als Direktorin vor.
Während ihrer Zeit an der Washington University war Robins eine führende Forscherin auf dem Gebiet der psychiatrischen Epidemiologie, der Untersuchung der zugrundeliegenden Ursachen bei abnormalem Verhalten.
Sie war zudem „führend in der Entwicklung von diagnostischen Kriterien in der Psychiatrie“ („a leader in the development of diagnostic criteria for psychiatric diagnosis“). Wie die Los Angeles Times vermerkt, sei Robins „Pionier im Bereich der psychiatrischen Epidemiologie gewesen“ („pioneered the field of psychiatric epidemiology“) und habe eine „Schlüsselrolle bei der Bestimmung der Verbreitung psychischer Probleme in den Vereinigten Staaten und der Welt gespielt“ („played a key role in determining the prevalence of mental problems in the United States and the world.“).
Ihre Forschungen in den 1960ern ergaben, dass unnormales und antisoziales Verhalten in der Kindheit der bei Weitem wichtigste Vorhersagefaktor für spätere psychische Probleme im Erwachsenenalter ist.
Die Daten aus ihren Untersuchungen zeigten für Probleme des Erwachsenenalters wie Alkoholismus, Scheidungen und Gefängnisaufenthalte, dass ein vorhergehendes antisoziales Verhalten im Kindesalter einen weitaus genaueren Vorhersagefaktor darstellt als andere Faktoren wie etwa soziale Klasse, der Familienhintergrund oder Ängste im Kindesalter. Ihre erste große Untersuchung zu diesem Thema wurde 1966 unter dem Titel Deviant Children Grown Up: A Sociological and Psychiatric Study of Sociopathic Personality veröffentlicht.
Ihre Forschungen auf diesem Feld waren Anstoß für neue Überlegungen auf dem Gebiet der psychischen Gesundheit bei Themen wie Suizide im Teenageralter und Drogenmissbrauch.
Robins führte auch Studien zur psychiatrischen Epidemiologie bei Vietnamveteranen, Überlebenden von Katastrophen und anderen Gruppen durch. In den 1970er Jahren förderte die amerikanische Bundesregierung ihre Forschungen an Vietnamveteranen, die unter Heroin- oder Opiumsucht litten. Ihre Ergebnisse zeigten, dass viele der drogenabhängigen Veteranen spontan genasen, sobald sie in die Vereinigten Staaten zurückkehrten – ein Fund, der die Vorstellung in Frage stellte, dass solche Abhängigkeiten irreversibel seien.
Nach Einschätzung der Professorin für Psychiatrie an der Washington University Kathleen Buchholz bestand das besondere Talent („particular genius“) von Robins in, „der Entwicklung sorgsam geschliffener Fragen bei Untersuchungen zur Sammlung von Informationen zu Ursache und Auftreten von psychischen Erkrankungen“ („developing carefully honed questions for surveys that gathered information about the origins and incidence of mental illness.“)
Robins war die Verfasserin des Diagnosefragebogens und eine der Hauptautorinnen der epidemiologische Einzugsgebietsstudie (Epidemiological Catchment Area Project), bei der durch die Befragung von mehr als 20 000 US-Amerikanern die Verbreitung psychischer Erkrankungen in der allgemeinen Bevölkerung bestimmt werden sollte. Später entwickelte Robins eine multikulturelle Version ihres Diagnosefragebogens zum internationalen Gebrauch durch die Weltgesundheitsorganisation.
Robins hat mehr als 250 Artikel veröffentlicht zu Themen wie Suizid, Drogenmissbrauch von Erwachsenen und Vietnamkriegsveteranen, Alkoholismus sowie Verhaltensstörungen („antisocial disorders and behavior“) bei Kindern.
Im Jahre 2001 trat Robins in den Ruhestand, setzte ihre Tätigkeit an der Washington University aber bis 2007 als Emerita und Forscherin fort.

## Ehrungen, Preise und Herausgebertätigkeit
Während ihrer Karriere hat Robins zahlreiche Ehrungen und Preise erhalten. Sie wurde 1999 gewählt zum Mitglied der American Academy of Arts and Sciences sowie der  Society for the Study of Addiction to Alcohol and Other Drugs. Sie erhielt den Paul-Hoch-Preis der American Psychopathological Association, den Nathan-B.-Eddy-Preis des College on Problems of Drug Dependence und den Preis für ihr Lebenswerk der Abteilung für Alkohol, Tabak und andere Drogen der American Public Health Association. Zudem war sie ein Ehrenmitglied der Royal Society of Psychiatrists und der American Society of Psychiatrists.
Robins war auch Mitglied in den Herausgebergremien zahlreicher Fachzeitschriften, so von Criminal Criminal Behavior and Mental Health, Epidemiologia e Psichiatria Sociale, International Journal of Methods in Psychiatric Research, Development and Psychopathology, Journal of Child Psychology and Psychiatry, Psychological Medicine und Social and Community Psychiatry.

## Privatleben
Robins war mit Eli Robins verheiratet. Beide hatten vier Söhne. Ihr Ehemann verstarb im Jahre 1994. Im Jahre 1998 heiratete sie Hugh Chaplin Jr., einen emeritierten Professor des Fachbereiches für Medizin und Pathologie der Washington University School of Medicine.
Sie verstarb im September 2009 bei sich zuhause in St. Louis.

## Veröffentlichungen (Auswahl)
- The epidemiology of aggression. In: E. Hollander, D. J. Stein (Hrsg.): Impulsivity and Aggression. John Wiley and Sons, 1995.
- Childhood conduct problems, adult psychopathology, and crime. In: S. Hodgins (Hrsg.): Mental Disorder and Crime. Sage, 1993.
- mit J. Tipp und T. Przybeck: Antisocial Personality. In: L. N. Robins, D. Regier (Hrsg.): Psychiatric Disorders in America. The Free Press, New York 1991.
- als Hrsg. mit D. Rieger: Psychiatric Disorders in America. New York 1991.
- mit V. Carlson, K. Bucholz und L. Sussman: Intentional and Unintentional Injury in Black Americans. Report to Panel on Health Status and Demography of Black Americans. NRC Committee on the Status of Black Americans, 1988.
- Family factors in the development of violent behavior, in: D. Clark (Hrsg.): Children and Violence, February 18-21, 1994: Congressional Program, The Aspen Institute, 1994.
- mit K.S. Ratcliff: Risk factors in the continuation of childhood antisocial behaviors into adulthood, in: International Journal of Mental Health, Bd. 9, 1979.
- mit P.A. West & B. Herjanic: Arrests and delinquency in two generations: a study of black urban families and their children, in: Journal of Child Psychology and Psychiatry, Bd. 16, 1975.
- The role of prevention experiments in discovering the causes of children’s antisocial behavior, in: J. McCord, RE Tremblay (Hrsg.): Preventing Antisocial Behavior, Guilford Press, 1992.
- mit B. Henry, T. Moffitt, F. Earls & P. Silva: Early family predictors of child and adolescent antisocial behavior: Who are the mothers of delinquents?, in: Criminal Behavior and Mental Health, Bd. 3, 1993.
- Sociocultural trends affecting the prevalence of adolescent problems, in: M. Rutter (Hrsg.): Psychosocial Disturbances in Young People: Challenges for Prevention, Cambridge University Press, 1995, S. 369–384.